# All Summer Long (píseň, John Cale)
„All Summer Long“ je píseň velšského hudebníka a hudebního skladatele Johna Calea. Poprvé vyšla jako digitální singl v srpnu 2013, přičemž na jeho B-straně byla píseň „Sandman (Flying Dutchman)“ z Caleova alba Shifty Adventures in Nookie Wood z předchozího roku. Samotná píseň „All Summer Long“ vyšla pouze na tomto singlu, nikoliv však na jakémkoliv studiovém albu. Nahrána byla během nahrávání Shifty Adventures in Nookie Wood, ale podle Calea se na toto temné album nehodila kvůli své optimistické letní náladě a proto ji vydal právě až v létě 2013.
Píseň vznikla v době, kdy byl Cale ve svém newyorském bytě a vzpomínal na letní počasí v Kalifornii.
Kromě Calea (zpěv, klávesy, syntezátory, baskytara, akustické kytary, tamburína, programování, aranžmá, produkce) v původní nahrávce hráli také Dustin Boyer (elektrická kytara, programování) a Deantoni Parks (bicí). Doprovodné vokály a horny obstarávalo trio Verde. Nahrávku pořídil Boyer a mixoval ji Adam Moseley, přičemž jak nahrávání, tak i následný mixing, probíhalo v Caleově vlastním studiu ARM v Los Angeles. Vedoucí producentkou singlu je Caleova manažerka Nita Scott.

## Seznam skladeb
Autorem všech skladeb je John Cale.
| Pořadí         | Název                     | Délka |
| -------------- | ------------------------- | ----- |
| 1.             | All Summer Long           | 4:07  |
| 2.             | Sandman (Flying Dutchman) | 3:42  |
| Celková délka: | Celková délka:            | 7:47  |